# جامعه کشورهای پرتغالی‌زبان
جامعه کشورهای پرتغالی زبان (به پرتغالی: Comunidade dos Países de Língua Portuguesa; به صورت مختصر به عنوان CPLP) شناخته می‌شود است یک سازمان بین‌المللی در ژئوپلیتیک است؛ که عمدتاً از مستعمرات سابق امپراتوری پرتغال تشکیل شده است. هدف CPLP همکاری متقابل دولت‌های عضو در سازمان‌های دولتی و وزارتخانه‌ها و سازمان‌های غیردولتی و شاخه‌های مختلف آنها می‌باشد.

## شکل گیری و اهداف و عضو
CPLP یک مؤسسه ایجادشده برای تعمیق دوستی متقابل و همکاری میان کشورهای عضو آن است.
این مؤسسه در طول زمان در حال رشد بوده است .آنگولا، برزیل، کاپ ورد، گینه بیسائو، موزامبیک، پرتغال و سائوتومه و پرنسیپ از اعضای دائم آن بوده‌اند و در سال ۲۰۰۲ تیمور شرقی نیز به آنها پیوست. در سال ۲۰۱۴، گینه استوایی نیز در نشست دیلی، به این جامعه پیوست.
اهداف نخست این جامعه عبارتند از:
- همکاری‌های سیاسی و دیپلماتیک بین کشورهای عضو آن جهت تقویت حضور خود را در عرصه بین‌المللی؛
- همکاری در همه زمینه‌ها از جمله آموزش و پرورش، بهداشت و سلامت، علم و فناوری، دفاع، کشاورزی، مدیریت، ارتباطات، عدالت، امنیت عمومی، فرهنگ ورزش و رسانه؛
- تحقق پروژه برای ترویج و اشاعه زبان پرتغالی.

این انجمن در سال ۲۰۰۵ طی یک جلسه در لوآندا که بین وزرای فرهنگ کشورهای عضو برگزار شد، ۵ مارس را به عنوان روز فرهنگ (Dia da Cultura Lusófona در پرتغالی) نام گذاری کردند.

## مدیریت
سازمان دبیرخانه اجرایی است که مسئول طراحی و اجرای CPLP پروژه‌های این مؤسسه است، در لیسبون پرتغال واقع شده است. دبیر اجرایی دارای دو سال فرصت ریاست است و برای یک بار دیگر هم می‌تواند مجدداً انتخاب شود.
تأمین مالی CPLP توسط کشورهای عضو آن است.
| نام                               | رسیدن به مقام | ترک مقام      | کشور        |
| --------------------------------- | ------------- | ------------- | ----------- |
| مارکولینو موکو                    | ۱۷ ژوئیه ۱۹۹۶ | ژوئیه ۲۰۰۰    | آنگولا      |
| دولس ماریا پریرا                  | ژوئیه ۲۰۰۰    | ۱ اوت ۲۰۰۲    | برزیل       |
| João Augusto de Médicis           | ۱ اوت ۲۰۰۲    | آوریل ۲۰۰۴    | برزیل       |
| Zeferino Martins (interim)        | آوریل ۲۰۰۴    | ژوئیه ۲۰۰۴    | موزامبیک    |
| Luís de Matos Monteiro da Fonseca | ژوئیه ۲۰۰۴    | ژوئیه ۲۰۰۸    | کیپ ورد     |
| Domingos Simões Pereira           | ۲۵ ژوئیه ۲۰۰۸ | ۲۰ ژوئیه ۲۰۱۲ | گینه بیسائو |
| Murade Isaac Murargy              | ۲۰ ژوئیه ۲۰۱۲ | کنونی         | موزامبیک    |

| ترتیب اوج | کشور میزبان       | شهر میزبان | سال  |
| --------- | ----------------- | ---------- | ---- |
| یکم       | پرتغال            | لیسبون     | ۱۹۹۶ |
| دوم       | کیپ ورد           | پرایا      | ۱۹۹۸ |
| سوم       | موزامبیک          | ماپوتو     | ۲۰۰۰ |
| چهارم     | برزیل             | برازیلیا   | ۲۰۰۲ |
| پنجم      | سائوتومه و پرنسیپ | سائوتومه   | ۲۰۰۴ |
| ششم       | گینه بیسائو       | بیسائو     | ۲۰۰۶ |
| هفتم      | پرتغال            | لیسبون     | ۲۰۰۸ |
| هشتم      | آنگولا            | لوآندا     | ۲۰۱۰ |
| نهم       | موزامبیک          | ماپوتو     | ۲۰۱۲ |
| دهم       | تیمور شرقی        | دیلی       | ۲۰۱۴ |
| یازدهم    | برزیل             | برازیلیا   | ۲۰۱۶ |

## نقشه

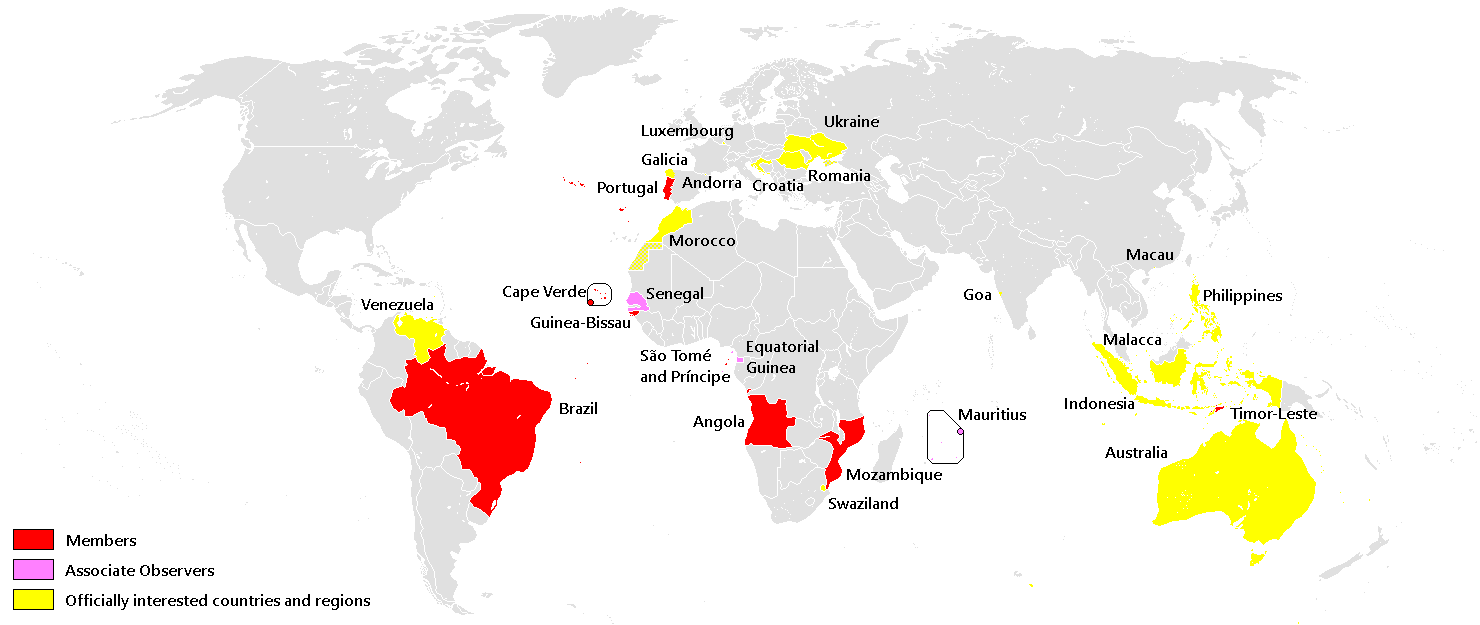
نقشه جامعه کشورهای پرتغالی زبان.